# Microlicia giuliettiana
Microlicia giuliettiana là một loài thực vật có hoa trong họ Mua. Loài này được (Markgr.) A.B. Martins & Almeda mô tả khoa học đầu tiên năm 2001.